# Palazzo Grassi (Bologna)

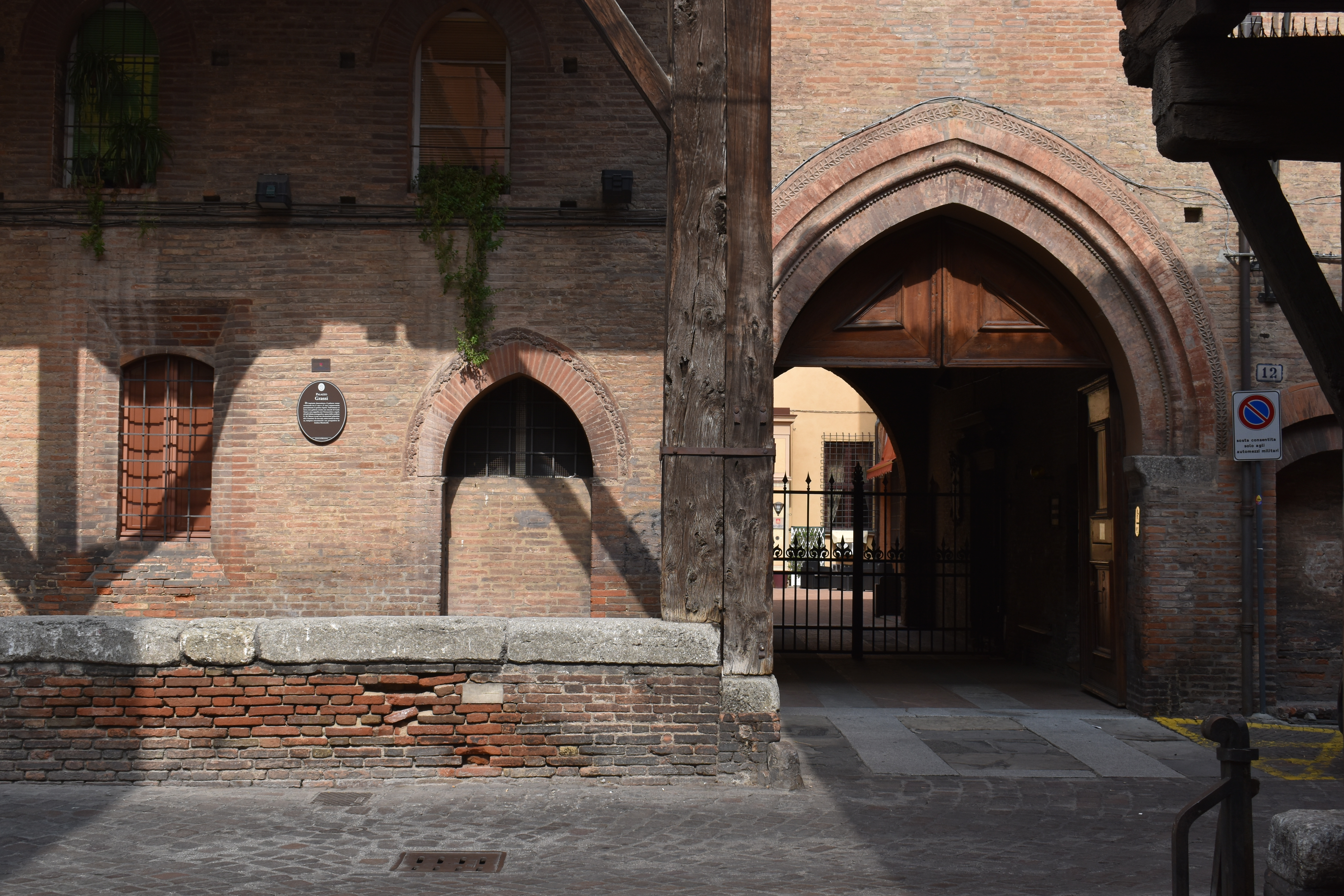
Vorhalle an der Fassade des Palazzo Grassi in Bologna

Der Palazzo Grassi ist ein gotischer Palast in der Via Marsala 12 im Zentrum von Bologna in der italienischen Region Emilia-Romagna. Er ist heute Sitz des Circolo Ufficiali dell’Esercito (dt.: Offizierskasino der Armee).

## Geschichte
Das Gebäude stammt aus dem 13. Jahrhundert und gehörte zunächst der Familie Canonici. 1466 kaufte es die Familie Grassi, die schon seit einigen Jahrhunderten auf dem Vormarsch war und 1478 den Titel „Conti Palatini del Sacro Romano Impero“ (dt.: Palastgrafen des Heiligen Römischen Reiches) von Kaiser Friedrich III. erhielten. Ab 1865 gehörte der Palazzo Grassi zu den Liegenschaften der Militärverwaltung und wurde zwischen 1910 und 1913 restauriert. Nach dem Umbau, der von 1922 bis 1934 dauerte, war er ab 1935 Sitz des Circolo Ufficiali.

## Beschreibung
Der Palast ist ein wertvolles Zeugnis städtischer Baukunst des Mittelalters. Vor der Fassade liegt eine alte Vorhalle mit Holzsäulen mit Balken in „Krückenform“. Die Fassade selbst hat ein Portal mit Spitzbogenrahmen und diverse Einzelfenster, die mit Terrakotta verziert sind. Im Innenhof finden sich Schnitzereien aus dem 15. Jahrhundert, die Properzia de’ Rossi zugeschrieben werden, und eine Madonna mit Kind in Terrakotta aus dem 16. Jahrhundert. Feierlich anzusehen ist die Kapelle mit der Maria der Unbefleckten Empfängnis und Engeln von Bildhauer Giuseppe Maria Mazza und den Ausschmückungen des Malers Ercole Graziani sen., wogegen Carlo Nessi die Stuckarbeiten der Galerie fertigte.